# Asam
Asam (hindi असम, trb.: Asam, trl.: Asam; ang. Assam) – stan w północno-wschodnich Indiach ze stolicą w Dispurze. Leży u stóp Himalajów i sąsiaduje ze stanami: Arunachal Pradesh, Nagaland, Manipur, Mizoram, Tripura i Meghalaya oraz z Bhutanem i Bangladeszem.
14. pod względem liczby ludności stan Indii, utrzymał swoją pozycję względem 2001 roku.

## Podział administracyjny

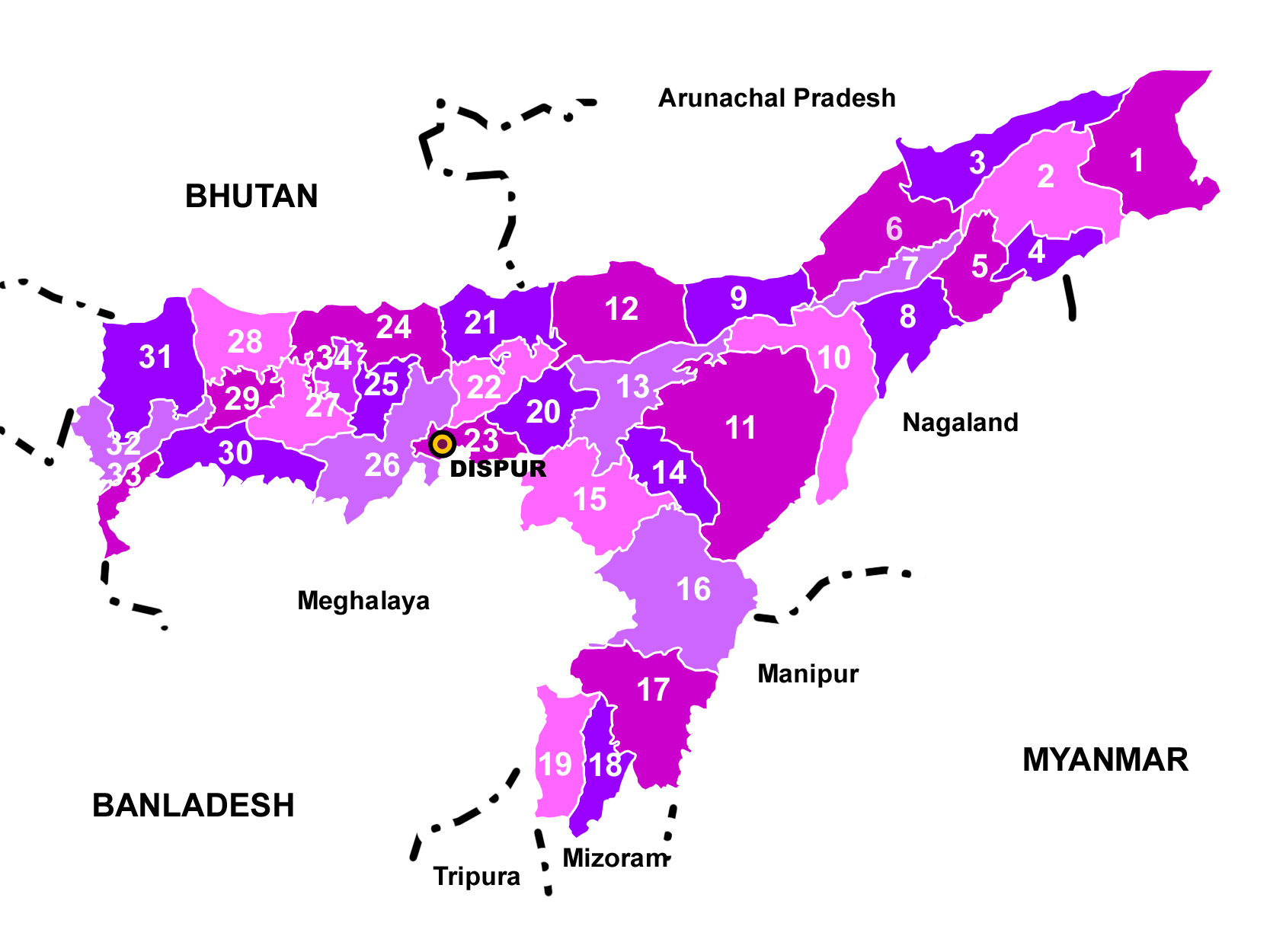
Podział administracyjny stanu (2016). Dystrykty i ich stolice: 1. Tinsukia, 2. Dibrugarh, 3. Dhemaji, 4. Charaideo, 5. Sivasagar, 6. Lakhimpur, 7. Majuli, 8. Jorhat, 9. Biswanath, 10. Golaghat, 11. Karbi Anglong, 12. Sonitpur, 13. Nagaon, 14. Hojai, 15. Karbi Anglong, 16. Dima Hasao, 17. Cachar, 18. Hailakandi, 19. Karimganj, 20. Morigaon, 21. Udalguri, 22. Darrang, 23. Kamrup, 24. Baksa, 25. Nalbari, 26. Kamrup, 27. Barpeta, 28. Chirang, 29. Bongaigaon, 30. Goalpara, 31. Kokrajhar, 32. Dhubri, 33. Hatsingimari

## Gospodarka

### Rolnictwo
Stan Asam słynie na świecie z uprawy herbaty (odmiana Assam – Camellia assamica).

### Przemysł
Duże znaczenie w gospodarce ma także wydobycie gazu ziemnego i ropy naftowej.

## Klimat
Tropikalny, o zmiennej wilgotności. Pora sucha od listopada do kwietnia.

## Turystyka
- Guwahati (starożytne Pragiyotishpur, Assam State Zoo)
- Tezpur (ośrodek upraw herbaty)
- Parki Narodowe (Park Narodowy Kaziranga, Park Narodowy Manas)